# 前1580年代
| 千纪： | 前2千纪 |
| 世纪： | 前17世纪 \| 前16世纪 \| 前15世纪                                                                                     |
| 年代： | 前1610年代 \| 前1600年代 \| 前1590年代 \| 前1580年代 \| 前1570年代 \| 前1560年代 \| 前1550年代                       |
| 年份： | 前1589年 \| 前1588年 \| 前1587年 \| 前1586年 \| 前1585年 \| 前1584年 \| 前1583年 \| 前1582年 \| 前1581年 \| 前1580年 |

## 重要事件及趋势
商朝第二任君主外丙继位。
埃及人发明的一种全新的历法，该历法来源于月亮和星星。该历法比巴比伦历法要先进。

## 重要人物
- 伊里舒姆三世，古亚述时期的一位亚述君主。